# Фененна Куявська
Фененна Куявська (пол. Fenenna Kujawska; пр. 1276–1295, Буда) — дочка князя Іновроцлавського Земомисла, племінниця Владислава Локетека, перша дружина короля Угорщини і Хорватії Андрія III.

## Біографія
Батьки Фененни, князь Земомисл Іновроцлавскій (бл. 1245–1287) і Соломія Померанська (донька померанського князя Самбора II), одружилися в 1268 році. Фененна народилася не пізніше 1276 року і була ймовірно старшою від трьох своїх братів.
Андрій III, який зійшов на угорський престол в липні 1290 року знайшов союзника в особі Владислава Локетека, який боровся за першість в Польщі. Владислав допоміг Андрію III розбити Карла Мартелла Анжуйського, що також претендував на корону Угорщини. У свою чергу, угорці допомагали Владиславу в боротьбі з Вацлавом II Чеським і Генріхом Глогувським. Союз Андрія III і Владислава був закріплений шлюбом угорського короля і племінниці Владислава, Фененни, опікуном якої той був. Весілля відбулося восени 1290 року. В 1292 році у подружжя народилася єдина дочка Єлизавета.
Джерела не зберегли звістки про дату смерті королеви Фененни. Відомо, що вже в 1296 році Андрій III одружився з Агнесою Австрійською. Таким чином, вважається, що Фененна померла в 1295 році. Місце її поховання невідоме. Смерть королеви поклала кінець союзу Владислава та Андрія III, який незабаром уклав угоду з противником Владислава, Вацлавом II Чеським. В 1298 році донька Андрія і Фененни, Єлизавета була заручена зі спадкоємцем чеського короля, майбутнім Вацлавом III. Однак в 1301 році Андрій помер, і цей шлюб не відбувся.
Ян Длугош повідомляє, що якась Фененна була повінчана з Стефаном V. Однак цю звістку історики визнають помилковою. Стефан помер ще до народження Фененни Куявської.